# Pekka Heinänen

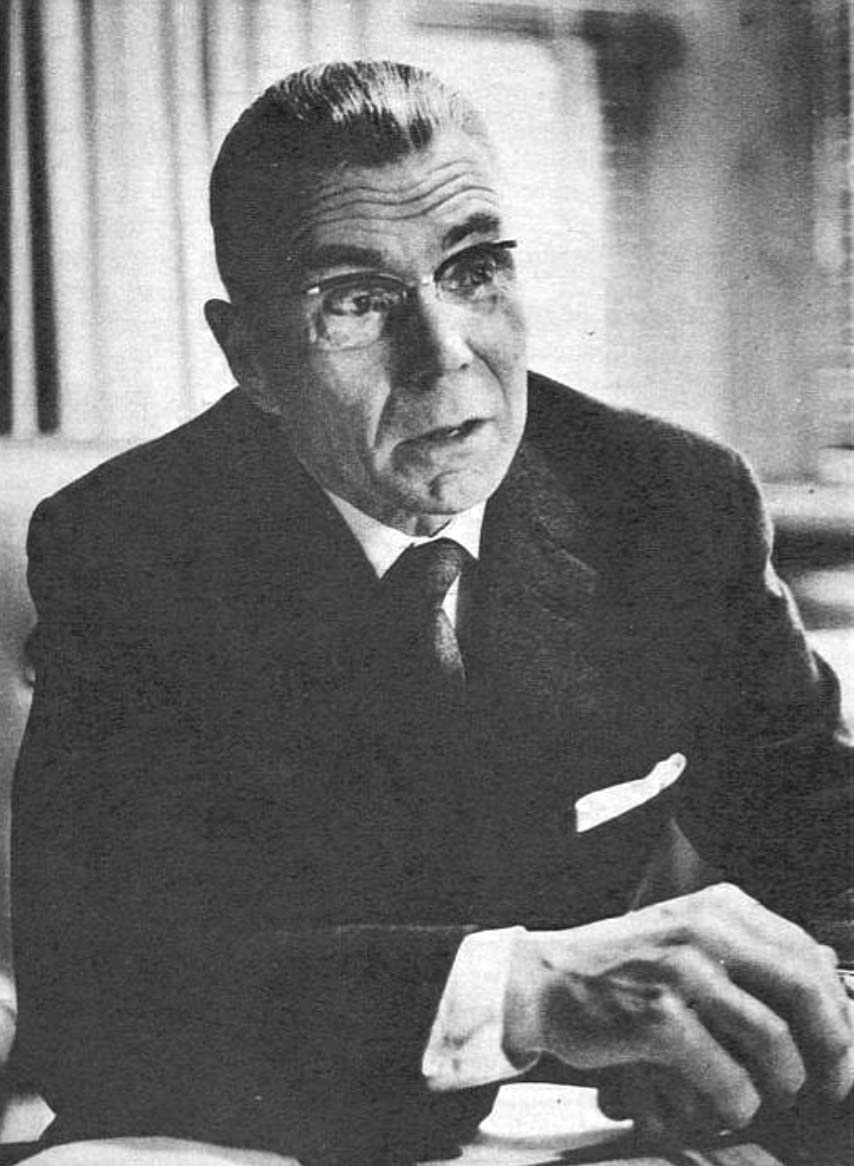
Pekka Heinänen.

Pekka Bernhard Heinänen, född 19 april 1904 i Tavastehus, död 28 juli 1992 i Helsingfors, var en finländsk kemist. 
Heinänen, som var son till fabrikanten Vihtori Heinänen och Amanda Nurminen, blev student 1923, filosofie kandidat 1928, filosofie licentiat 1939 och filosofie doktor 1940. Han var lärare i matematik och naturlära vid Tavastehus flickskola 1928–1931, yngre lektor i matematik och bokföring vid Helsingfors finska lyceum 1931–1938, äldre lektor i matematik, fysik och kemi vid finska normallyceet 1938–1943, adjunkt i kemi och varulära vid Helsingfors handelshögskola 1943–1950, professor i samma ämnen där 1950–1971, prorektor 1957–1963 och rektor 1963–1969.  Han var extra ordinarie lärare i kemi vid Helsingfors universitets farmaceutiska inrättning 1938–1948; föreståndare för laborantskolan vid läkemedelsfabriken Orion Ab 1944–1953 och docent i kemi vid Helsingfors universitet 1947–1966. Han var medlem i farmakopékommittén 1945–1951, sekreterare i Suomalaisten kemistien seura 1943–1946, ordförande 1948–1949, viceordförande i konsulterande delegationen av Kemistsamfundet i Finland från 1955, inspektor för Handelshögskolans studentkår 1956–1961 och medlem i Medicinalstyrelsens vetenskapliga råd från 1962.